# Joseph and his Brethren
Joseph and his Brethren (HWV 59) (en català Josep i els seus germans) és un oratori de Georg Friedrich Händel que va completar l'estiu de 1743. Joseph està en anglès i el llibret és del Rev.James Miller. Miller es va basa en l'oratori Giuseppe d'Antonio Caldara amb un llibret en italià d'Apostolo Zeno. L'estrena es produí el 2 de març de 1744 al Covent Teatre de Jardí durant la temporada de Quaresma del teatre.

## Personatges

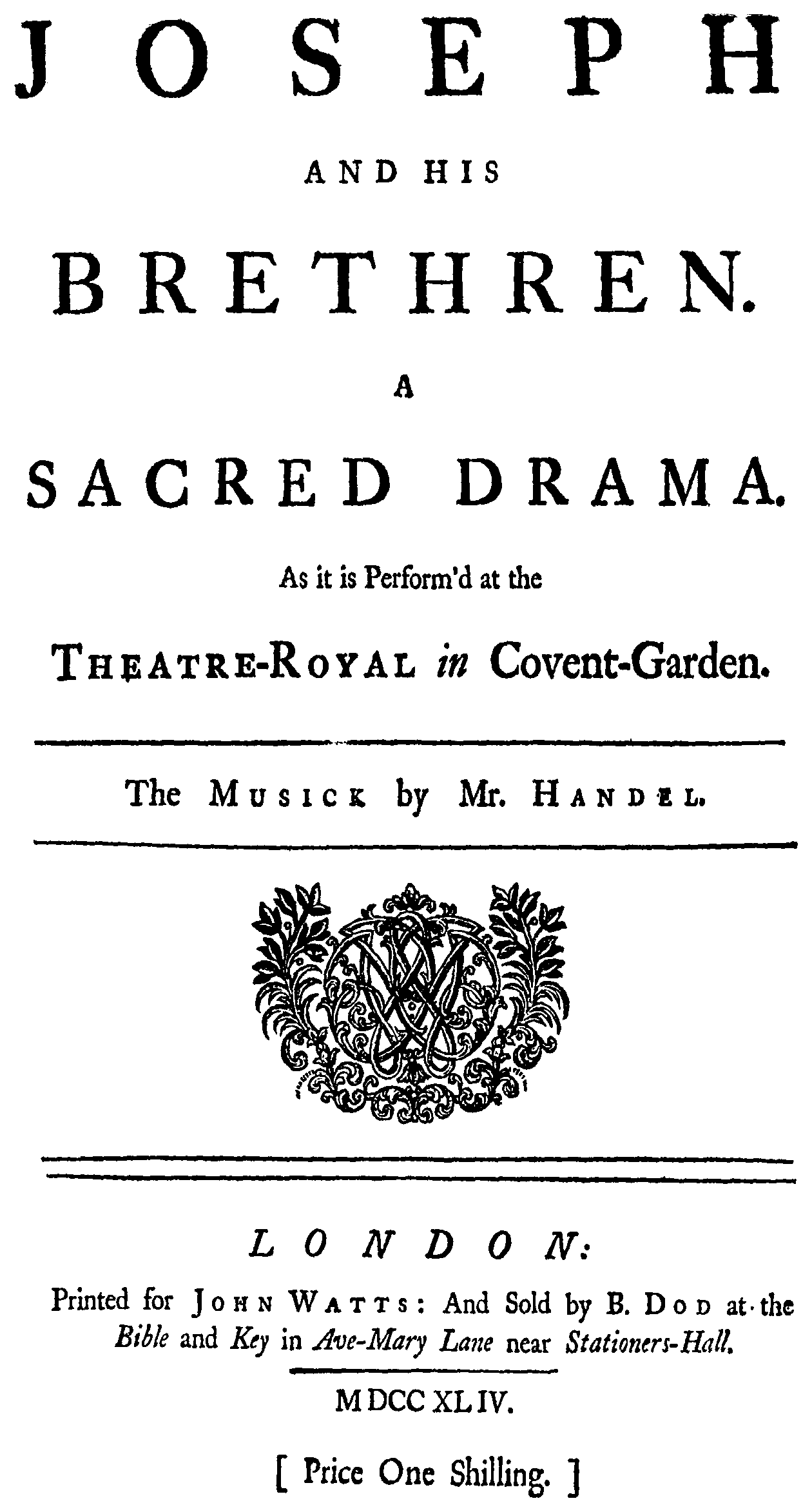
Portada del llibret de Joseph and his Brethren.

| Rol                                                         | Tipus de veu | Cantant (02-03-1744) |
| ----------------------------------------------------------- | ------------ | -------------------- |
| Faraó, Rei d'Egipte                                         | Baix         | Thomas Reinhold      |
| Josep, un hebreu                                            | Contratenor  | Daniel Sullivan      |
| Reuben, germà de Josep                                      | Baix         | Thomas Reinhold      |
| Simeon, germà de Josep                                      | Tenor        | John Barba           |
| Judah, germà de Josep                                       | Tenor        | John Barba           |
| Benjamin, germà de Josep                                    | Nen soprano  | Samuel Champness     |
| Potiphera, Gran Sacerdot d'On                               | Contralt     | Desconegut           |
| Asenath, Filla del Gran Sacerdot                            | Soprano      | Élisabeth Duparc     |
| Phanor, Majordom en cap del Faraó, després ajudant de Josep | Contralt     | Esther Young         |
| Cor d'egipcis, Cor dels Germans, Cor d'hebreus              |              |                      |

## Argument
El llibret és basat en la La Bíblia, en la narració sobre Josep que apareix en els apartats 38-45 del Gènesi. El llibret és difícil de llegir sense conèixer el context perquè l'audiència dels oratoris de Händel estava molt familiaritzada amb les històries bíbliques i, en concret, amb la de Josep com a part del seu coneixement cultural. Aprofitant això, Miller explica la història en una forma poètica, deixant de costat esdeveniments i informació de fons que li donen un sentit fragmentat si es llegeix completament.

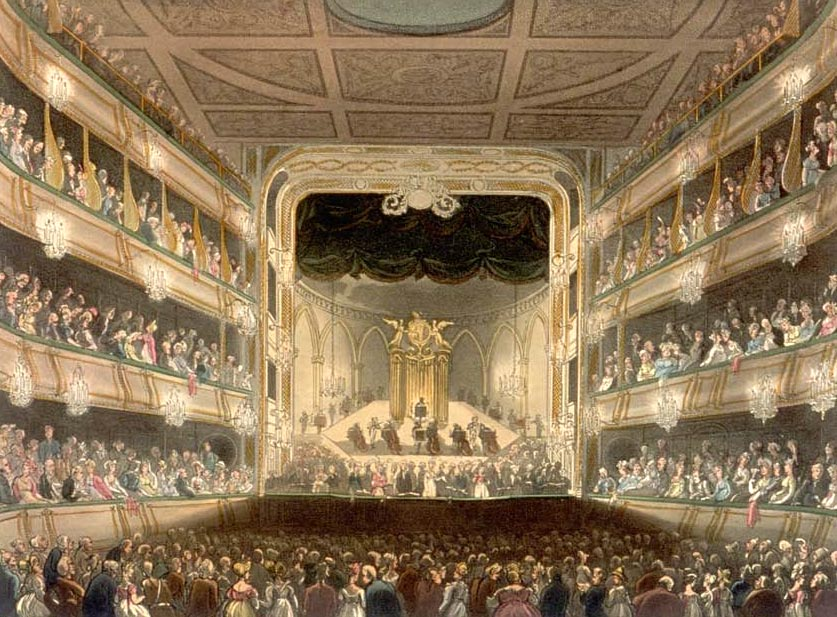
Una imatge del teatre del Covent Garden on Josep i els seus germans es va estrenar.

La història (però no l'oratori) comença quan els onze germans de Josep, gelosos que el seu pare Jacob estimés més a Josep que a ells, l'agafen i el venen com a esclau, i li diuen al seu pare que se l'han menjat bèsties salvatges. Els comerciants d'esclaus porten Josep a Egipte, on esdevé un criat de la casa de Potiphar, capità de la guàrdia del faraó. Com és un bon criat, Josep és ascendit per ser el cap dels criats de casa. La dona de Potiphar s'enamora de Josep i intentat seduir-lo, però ell la rebutja. Per això, l'acusa de proparsar-se amb ella i l'empresonen. A la presó, Josep interpreta els somnis de dos companys, ambdós criats a la casa del faraó. Un d'ells Phanor, promet ajudar Josep quan surti de la presó i recuperi el seu càrrec a la casa del faraó; però quan això passa, se n'oblida i passen els anys.
Acte 1. S'obre amb Josep lamentant-se de la seva vida, abandonat a la presó. El faraó està molt preocupat per uns somnis que ningú pot interpretar, i Phanor se'n recorda de Josep. Josep es cridat pel Faraó i, aclamant Jehovah, interpreta els somnis del faraó. Li diu que els somnis li prediuen 7 anys de l'abundància seguits de 7 anys de fam; així que el faraó hauria d'emmagatzemar aliments en temps d'abundància pel ajudar en temps de fam. Mentrestant, Asenath, filla del gran sacerdot Potiphera, s'enamorat del jove Josep. El Faraó queda agraït per les interpretacions de Josep, el fa primer ministre per supervisar la recollida d'aliments, l'anomena "Zaphnath", i li ofereix Asenath en matrimoni.
Abans que comenci l'Acte 2, cal inserir més història bíblica: després que Josep gestiona amb saviesa els set anys d'abundància, arriba la fam. Com Egipte té aliments emmagatzemats, arriben persones de molt lluny per adquirir gra i reemplaçar les collites perdudes. Entre ells, venen els germans de Josep, qui no el reconeixen (tot i que ell sí que els reconeix). Els acusa de ser espies i els ordena de deixar-ne un d'ells, Simeon, a la presó mentre van casa i retornen amb el seu germà més petit, Benjamin, que s'havia quedat a casa.
Acte 2. Un any més tard, trobem Simeon a la presó i amb remordiments pel que va fer a Josep. Josep manipula Simeon per fer-lo sentir culpable d'haver abandonat Josep. Quan tornen els germans amb Benjamin, tornen a exposar el seu cas per la difícil situació de la seva terra natal a Canaan; els ven gra i els envia a casa. No s'esmenta en el llibret, que Josep fa amagar una copa de plata dins el farcell de Benjamin .
Acte 3. Els soldats egipcis capturen els germans i els porten davant Josep que els acusa de robar la copa. Jugant amb ells, ordena de fer presoner Benjamin per comprovar si els germans l'abandonarien com van fer amb ell. Els germans demanen peitat pels seus pares; el dolor de perdre un altre fill jove els mataria; i Simeó s'ofereix de presoner en lloc de Benjamin. Això es suficient per Josep que es revela com el seu germà perdut. Tots canten i alben a Déu i al país d'Egipte que Josep tan gloriosament governa. Josep i els seus germans es queden a viure en aquesta terra de felicitat.